# Madeleine Des Roches
Pour les articles homonymes, voir Des Roches.
Madeleine Neveu, dite Madeleine des Roches, née en 1520 et morte en novembre 1587 est une écrivaine féministe française de la Renaissance.

## Biographie

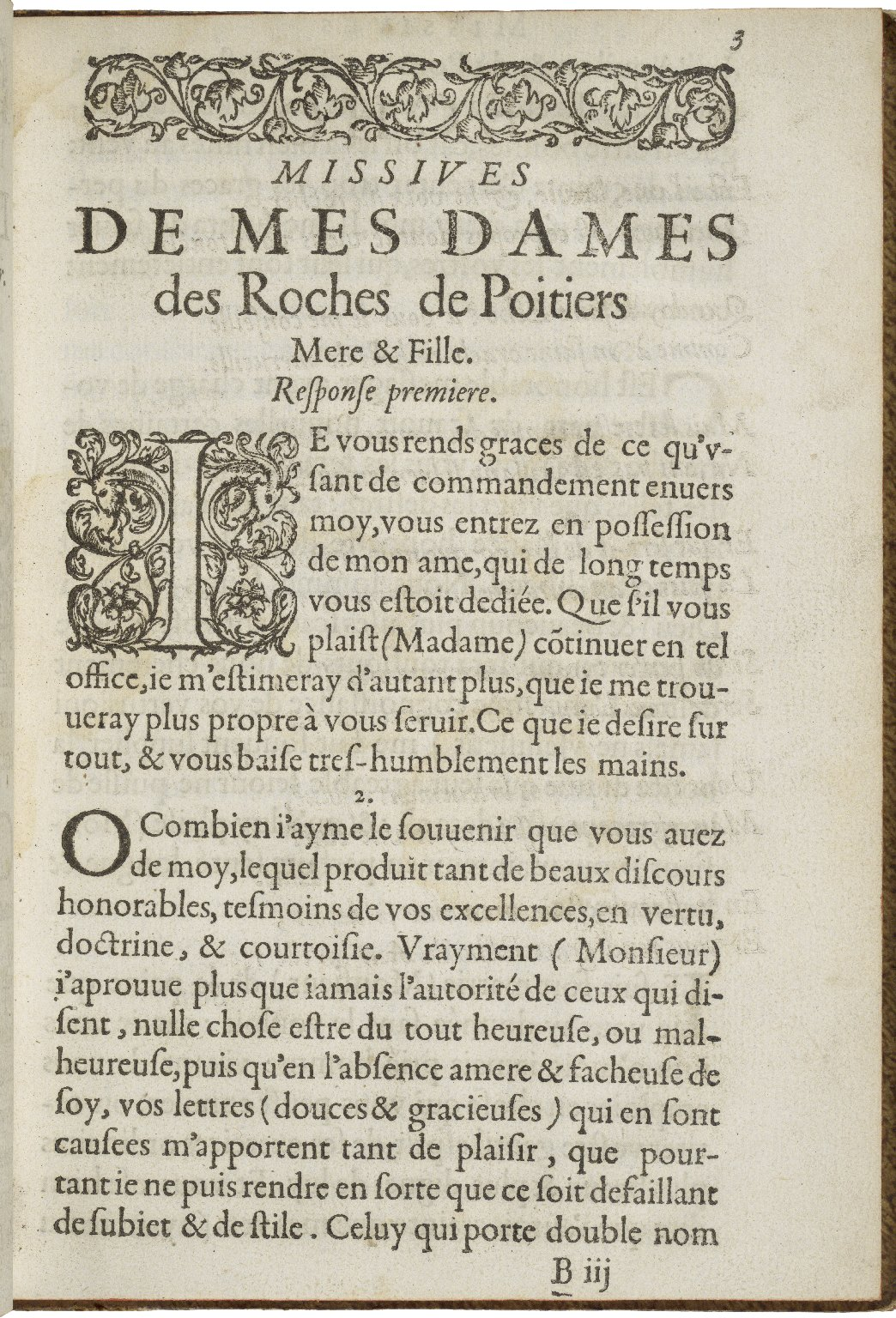
Les Missives de Mesdames des Roches de Poitiers mère et fille

Contemporaine de Ronsard et de l’humaniste Estienne Pasquier qu’avec sa fille, Catherine Des Roches, elle connaissait bien, Madeleine Des Roches était, avec Catherine, au centre d’un cercle littéraire à Poitiers entre 1570 et 1587. Elle a exposé dans ses écrits comment ses tâches domestiques l’ont empêchée de se consacrer autant qu’elle l’aurait voulu aux activités de l’esprit. Ses poèmes, consistant essentiellement en odes et en sonnets où transparaît une grande érudition, associent fréquemment le savoir à la vertu.
Madeleine des Roches avait épousé vers 1539 André Fradonnet, procureur de Poitiers puis, en secondes noces, l'avocat François Eboissard, seigneur de la Villée, vers 1550. Elle mourut de la peste le même jour que sa fille.

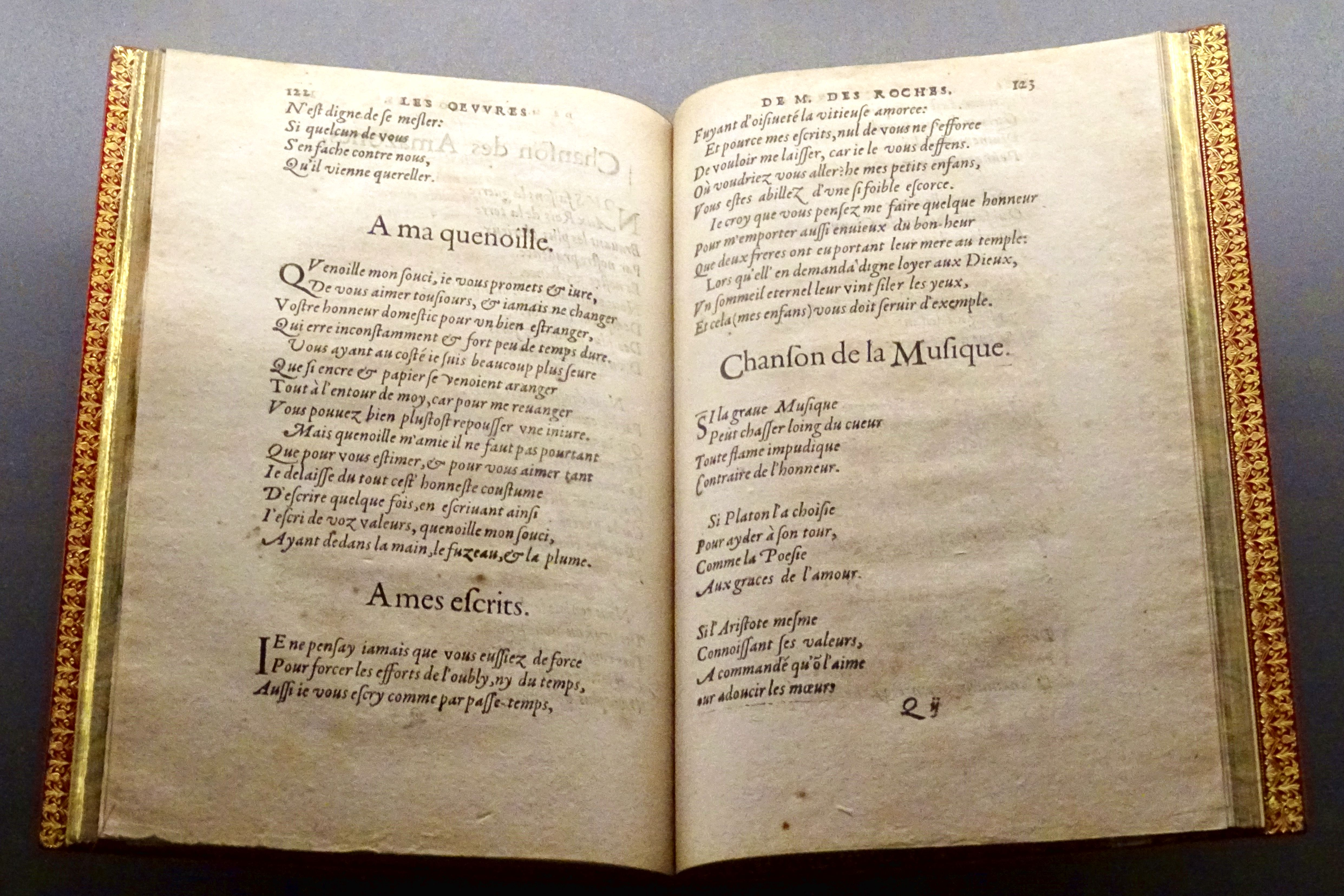
Les Œuvres de Mesdames des Roches, de Poitiers, mère et fille, 1579.

## Œuvres
- Les Œuvres de Mesdames des Roches de Poitiers mère et fille (1579, 2e éd.), lire en ligne sur Gallica, rééd. Éd. Anne R. Larsen, Genève Droz, 1993.
- Les Secondes Œuvres de Mesdames Des Roches de Poitiers mère et fille (1585), lire en ligne sur Gallica, rééd. Anne R. Larsen, Genève Droz, 1998.
- Les Missives de Mesdames Des Roches de Poitiers mère et fille, Éd. Anne R. Larsen, Genève Droz, 1999
- La puce de Mme des Roches Paris, D. Jouaust, 1868, texte en ligne.